# Yaoshania
Genre
Yaoshania est un genre de poissons téléostéens de la famille des Gastromyzontidae et de l'ordre des Cypriniformes. Le genre Yaoshania est mono-typique, c'est-à-dire qu'il n'est composé que d'une seule espèce, Yaoshania pachychilus.
Yaoshania pachychilus, ou "loche panda", est une espèce de loche gastromyzontid endémique de ruisseaux de montagne dans le comté de Jinxiu, Guangxi Zhuang en Chine. Cette espèce mesure une longueur d’environ 58 mm, queue non comprise. Cette espèce est le seul membre connu de son genre mais, il était autrefois inclus dans le genre Protomyzon. Les jeunes sont étonnamment colorés en noir et blanc, mais les adultes sont relativement clairs.

## Liste des espèces
Selon FishBase (16 juillet 2015):
- Yaoshania pachychilus (Chen, 1980)